# Jorge Barón Televisión
Jorge Barón Televisión é uma ex-programadora e produtora de televisão colombiana, fundada pelo empresário e apresentador de TV Jorge Barón em 24 de maio de 1969. Seus programas eram exibidos no canal público Canal Uno. A empresa era conhecida por produzir os programas El Show de las Estrellas, Telepaís e 20/20. Em 1989, adquiriu os direitos de transmissão da Taça Libertadores daquele ano. Nesse mesmo ano, transmitiu o programa Embajadores de la música colombiana, onde realizaram um concerto chamado Colombia Te Quiero, que foi feito no Madison Square Garden, em Nova York, Estados Unidos, com a participação de 30.000 colombianos. Desde a chegada dos canais privados na televisão colombiana em 1998, diminuiu sua produção de programas. Em 2017, a programadora deixou de produzir e exibir programas na televisão pública colombiana, depois de 48 anos, e passou a se dedicar à produção de conteúdo para os canais privados nacionais RCN e Caracol.

## Slogans
- 1969-1984: La programadora que usted ve y verá en el siglo XXI.
- 1984-1990: Calidad bien programada.
- 1990-1991: Un programa que Jorge Barón Televisión presenta pensando en la familia.
- 1992-1996: Imagen sin fronteras.
- 2002-presente: Una televisión de servicio público.